# Erysiphe ornata
Erysiphe ornata är en svampart. Erysiphe ornata ingår i släktet Erysiphe och familjen Erysiphaceae.

## Underarter
Arten delas in i följande underarter:
- ornata
- europaea

## Källor

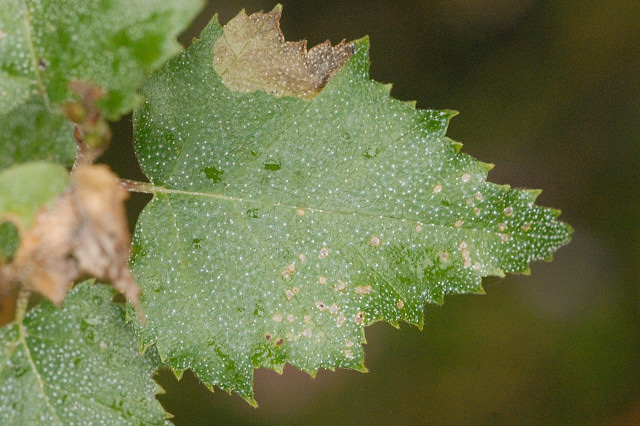